# Data Feminism
Data Feminism és un llibre escrit per Catherine D'Ignazio i Lauren F. Klein. Com a part de revisió de la literatura, en part de crida a l'acció, Data Feminism proporciona un marc per als científics de dades que busquen aprendre com el feminisme els pot ajudar a treballar per la justícia i per a les feministes que volen centrar els seus esforços en el creixent camp de la ciència de dades. A través de set capítols, Data Feminism ofereix exemples de biaixos i injustícies de dades, així com estratègies per corregir-los. En fer-ho, D'Ignazio i Klein suggereixen el feminisme de les dades com "una manera de pensar les dades, tant els seus usos com els seus límits, que es basa en l'experiència directa, en el compromís amb l'acció i en el pensament feminista interseccional⁣".
El punt de partida del feminisme de les dades és una cosa que no s'ha reconegut majoritàriament a la ciència de dades: "el poder no es distribueix de la mateixa manera al món". Així, les autores defensen que la ciència de dades és una forma de poder i es pot utilitzar per mantenir les jerarquies existents o, alternativament, per descobrir i corregir injustícies. Per tant, el llibre subratlla constantment per què les dades mai, mai "parlen per si mateixes", i com els desafiaments al binari home/dona poden ajudar a desafiar altres sistemes de classificació jeràrquics (i empíricament incorrectes). Les autores expliquen com, per exemple, una millor comprensió de les emocions desafia i millora les idees sobre la visualització efectiva de dades, i com el concepte de "treball invisible" exposa els importants esforços humans darrere de les tecnologies i el treball relacionat amb les dades.
Les autores apliquen un marc feminista interseccional a la ciència de dades. Utilitzant aquest marc, examinen forces estructurals de poder entrellaçades com ara el sexe, la raça, la sexualitat i la classe. Per tant, també se centren explícitament en la justícia de les dades, a diferència de l'ètica de les dades, argumentant que l'ètica de les dades i el seu enfocament en l'equitat i els biaixos creen estructures que protegeixen els poders dominants.

## Capítols del llibre
Els capítols s'organitzen segons set principis rectors (vegeu més avall):1. Examineu el poder2. Desafia el poder3. Elevar l'emoció i l'encarnació4. Repensar els binaris i les jerarquies5. Abraçar el pluralisme6. Considereu el context7. Fer visible la mà d'obra

## Recepció
Després de la publicació de Data Feminism el 2020, l'enfocament de D'Ignazio i Klein va rebre elogis de la crítica a les revisions acadèmiques per la seva reflexió i minuciosa aportació. Les autores també han rebut elogis per encarnar el seu feminisme interseccional (especialment el setè capítol del llibre, "Fer visible el treball") a les pàgines de la seva bibliografia proporcionant un desglossament de les seves fonts basat en problemes, així com per a la seva comunitat oberta al procés de revisió. Un exemple de com s'utilitza el feminisme de dades és el projecte Urban Belonging iniciat l'any 2021 per un col·lectiu de planificadors i estudiosos a Europa amb l'ambició de mapejar les experiències viscudes de comunitats infrarepresentades a la ciutat. Amb el feminisme de les dades, aquesta investigació experimenta, entre altres coses, fent mapes i visualitzacions que trenquin jerarquies, desafien els binaris i exposin les dinàmiques de poder.